# Varšavski geto
Varšavski geto bio je najveći od izoliranih dijelova gradova (getoa) u koje je nacistički režim krajem 1930.-ih i početkom 1940.-ih zatvarao Židove u okviru holokausta na području Njemačke i okupiranih zemalja. U getu je došlo do velikog ustanka, koji je jedini organizirani i masovni otpor Židova holokaustu.
Jedan dio grada bio je posve izoliran gradnjom zidova, zazidavanjem vrata i prozora na zgradama. Iz njega su iseljeni drugi stanovnici i prisilno smješteni Židovi. Sredinom 1942. tu je bilo stiješnjeno pola milijuna ljudi, trpeći od oskudice, bolesti idr. 
U srpnju 1942. započeta je deportacija u logore smrti; u travnju 1943. ostala je polovica prvotnog broja. Dana 18. travnja 1943. dolazi do očajničkog ustanka. Slabo naoružani ustanici pružali su otpor sve do kraja svibnja i konačno se SS odlučio na sustavno spaljivanje cijelog geta. 20.000 preživjelih odvedeno je u logore smrti.